# Mitsubishi Heavy Industries
Mitsubishi Heavy Industries, Ltd. (三菱重工業株式会社 Mitsubishi Jūkōgyō Kabushiki-kaisha) (informally MHI) er en japansk multinational ingeniør-, industri-, elektrisk udstyr- og elektronik-virksomhed med hovedsæde i Tokyo. MHI er en af kernevirksomhederne i Mitsubishi-konglomeratet.
MHI's produkter inkluderer rumfartskomponenter, klimaanlæg, fly, komponenter til automobilindustrien, gaffeltrucks, hydraulisk udstyr, maskinværktøj, missiler, udstyr til elgeneratorer, skibe og raketaffyringsfartøjer. Gennem koncernens forsvarsrelaterede aktiviteter er det verdens 23. største leverandør af forsvarsmateriel målt på omsætning i 2011 og den største fra Japan.

## Historie
På foranledning af Tokugawa Shogunate begyndte en gruppe hollandske ingeniører i 1857 at arbejde på Nagasaki Yotetsusho som var et moderne jernstøberi og skibsværft i vestlig stil nær den hollandske koloni Dejima i Nagasaki. Byggeriet nåede at skifte navn til Nagasaki Seitetsusho i 1860 inden det stod færdigt i 1861. I den efterfølgende Meiji restauration i 1868 blev skibsværftet underlagt kontrol af den nye Meiji regering og den første tørdok stod færdig i 1879.
I 1884 lejer Yataro Iwasaki, Mitsubishis grundlægger, Nagasaki Seitetsusho af den japanske regering og ændrer navnet til Nagasaki Shipyard & Machinery Works samtidig med at der i stor skala satses på skibsbyggeri. Iwasaki opkøbte skibsværfterne direkte i 1887. Navnet ændres nu til Mitsubishi Shipyard of Mitsubishi Goshi Kaisha i 1893 og yderligere tørdokke står færdige i 1896 og 1905. I 1891 begynder Mitsubishi Heavy Industries - Yokohama Machinery Works etableret som Yokohama Dock Company, Ltd, det blev fokuseret til skibs reparationsformål og service i 1897.
Mitsubishi Heavy Industries - Shimonoseki Shipyard & Machinery Works blev etableret i 1914. Den producerede industrimaskiner og handelsskibe.
Nagasaki-virksomheden skiftede i 1917 navn til Mitsubishi Shipbuilding & Engineering Company, Ltd. I 1934 skiftede den igen navn til Mitsubishi Heavy Industries. Det blev Japans største private virksomhed indenfor skibsbygning, tunge maskiner, flyvemaskiner og jernbanevogne. Mitsubishi Heavy Industries blev i 1935 fusioneret med Yokohama Dock Company. Fra starten var Mitsubishi Nagasaki shipyards stærkt involveret som leverandør til den japanske kejser flåde. Slagskibet Musashi stod færdigt i Nagasaki i 1942.
Kobe Shipyard of Mitsubishi Goshi Kaisha blev etableret i 1905. I 1934 fusionerede Kobe Shipyard med Mitsubishi Heavy Industries. Efterfølgende konstruerer Kobe Shipyard oceanlineren Argentina Maru (senere aircraft carrieren Kaiyo), ubådene I-19 og I-25.
Efter at Mitsubishi-zaibatsu blev opløst efter 2. verdenskrig, så bliver Mitsubishi Heavy Industries i 1950 opdelt i tre virksomheder. Mitsubishi Nagasaki under tildeling af West Japan Heavy Industries, Ltd., og Nagasaki Shipyard skifter i 1952 navn til Mitsubishi Shipbuilding & Engineering Co., Ltd. Mitsubishi Kobe Shipyard kommer under tildeling af Central Japan Heavy Industries,Ltd..
I 1964 fusionerer de tre virksomheder, som blev opsplittede i 1950, under navnet Mitsubishi Heavy Industries, Ltd. Nagasaki-værket skifter navn til Nagasaki Shipyard & Engine Works. Kobe-værket bliver til Mitsubishi Heavy Industries - Kobe Shipyard & Machinery Works. 
I 1970 blev MHIs automobilafdeling uafhængig og Mitsubishi Motors begyndte at fremstille og markedsføre køretøjer.
MHI deltog i januar 2005 i en 540 mia. Yen dyr redning af Mitsubishi Motors, sammen med Mitsubishi Corporation og Mitsubishi Tokyo Financial Group. Som en del af redningen overtog MHI aktier for 50 mia. Yen i Mitsubishi Motors, således at ejerandelen i Mitsubishi Motors steg til 15 % og bilproducenten igen blev en beslægtet virksomhed.
Oktober 2009 bekendtgør MHI en ordre på op til 100 regionale jetfly til det amerikanske luftfartsselskab Trans States Holdings.

## Operationer

### Rumfart og luftfart
MHI har rumfartsfaciliteter i Nagoya, Aichi og Komaki.
MHI har leveret kampfly til det japanske luftværn og anti-submarine helikoptere til det japanske søværn, desuden flymotorer, missiler og torpedoer. Siden 1981 har MHI produceret 139 Mitsubishi F-15-jagerfly og fra 1989 har de produceret 200 Sikorsky S-70-beslægtede Mitsubishi H-60 helikopterer, i begge tilfælde under licensproduktion. Virksomheden har også en vigtig rolle i det japanske ballistike misilforsvarsprogram.
I den civile flysektor udvikler MHI store komponenter til fly-chassiser, inklusiv fuselager til Boeing 777 og kompositmaterialer til vingerne på 787. I rumfartsektoren producerer MHI H-IIA og H-IIB raketaffyringsfartøjer og leverer raketaffyringsservice til JAXA. Virksomheden er også involveret i programmet for Den Internationale Rumstation.
1 april 2008 etablerede MHI Mitsubishi Aircraft Corporation som et datterselskab der skulle udvikle og producere MRJ eller Mitsubishi Regional Jet, som er et 70 til 90 passagers regionalfly. MHI ejer 90 % af aktierne i det nye selskab, mens Toyota Motor Corporation ejer 10 %.

### Forsvar
I 2010 påbegyndte MHI produktion af den avancerede Type 10 kampvogn, som koster 11,3 millioner US $ stykket og erstatter Type 90 kampvognen.

### Kernekraft
Kernekraftdivisionen i MHI opererer faciliteter i Kobe, Yokohama, Takasago og Hyogo. Den driver også en atom-brændselsfabrik i Tōkai som behandler 440 tons uran om året.
MHI har også udviklet Mitsubishi APWR-atomreaktoren som skal benyttes to steder i Japan og i USA. MHI har også underskrevet et memorandum med Areva for etablering af et joint venture om udviklingen af det næste reaktordesign.
MHI er af japans regering også blevet valgt som en af kernevirksomhederne til at udvikle en ny hurtig formeringsreaktor(FBR). Efterfølgende etablerede MHI en ny virksomhed Mitsubishi FBR Systems, Inc. (MFBR) til udvikling og realisering af fast breeder teknologien.

### Skibsbygning
MHI har skibsbygnings-faciliteter i Nagasaki, Kobe og Shimonoseki.
 Mitsubishi Heavy Industries - Nagasaki Shipyard & Machinery Works  (三菱重工長崎造船所  Mitsubishi Juko Nagasaki Zosenjo) udgør den primære skibsbygningsdivision i MHI. Den primære produktion er koncentreret omkring handelsskibe, inklusiv LNG carrierer, olietankskibe og passager cruiseskibe.

## Produkter
MHIs produkter inkluderer:
- Rumfartssystemer
  - Raketter og rumfartøjer
- Klimaanlæg og kølesystemer
- Armerede forsvarskøretøjer
  - Kampvogne
- Afsaltningsudstyr
- Diesel motorer
- Elektriske busser
- Energiudstyr
  - Elproduktionsudstyr til fossile brændsler
    - Kedler
    - Kombineret cyklus[16]
    - Gasturbiner[17]
    - Dampturbiner[18]

  - Brændselsceller
  - Vedvarende energi-udstyr
    - Vindmøller[19]

  - Traktionsbatterier.[20]
- Gaffeltrucks
- Industrimaskiner
  - Maskinværktøj
  - Papir og trykkerimaskiner
- Letbane-køretøjer
  - K-stock metro-køretøjer sammen med Hyundai Rotem - MTR
- Skibe og offshore-konstruktioner
  - Cruiseskibr
  - LPG carriers
  - Olietankskibe
  - Krigsskibe
    - Atago class destroyer
    - Harushio class ubåd
    - Hatakaze class destroyer
    - Kongō class destroyer
    - Oyashio class ubåd
    - Sōryū class ubåd
    - Tachikaze class destroyer
    - Takanami class destroyer
- Torpedoer
- Turboladere